# David McWilliams
David Samuel McWilliams (Belfast, 4 de julho de 1945 — Ballycastle, 8 de janeiro de 2002) foi um cantor, compositor e guitarrista norte-irlandês, mais conhecido por sua música de 1967, "Days of Pearly Spencer". 

## Biografia
McWilliams nasceu na área de Cregagh, em Belfast, e mudou-se para Ballymena aos três anos de idade. Ele começou a tocar violão e escrever músicas no início da adolescência. Depois de deixar o Ballymena Technical College em 1963, ele começou um estágio na fábrica de mísseis Shorts em Antrim, e também fundou uma banda de dança local, a Coral Showband. Ele era um jogador de futebol muito respeitado e jogou pelo Linfield na posição de goleiro.  
Ele gravou uma demo com algumas de suas próprias músicas, que foram ouvidas pelo empresário da indústria musical Phil Solomon, que já havia trabalhado com The Bachelors e a banda de Van Morrison, Them, e também tinha laços comerciais estreitos com a estação de rádio pirata de Ronan O'Rahilly, Rádio Caroline. Salomão convenceu o amigo íntimo e compositor bem- sucedido Dominic Behan a colocar McWilliams sob sua asa a ponto de McWilliams se mudar para a casa da família Behan no oeste de Londres, um ambiente no qual ele era capaz de se concentrar nas composições; o impacto da influência de Behan é difícil de determinar, mas, pode ser visto que as performances ao vivo de McWilliams se tornaram muito mais seguras, uma chave para o sucesso futuro. Após um período de cinco meses na casa de Behan, Solomon conseguiu negociar um contrato com a CBS Records, que lançou seu primeiro single "God and My Country" em 1966, antes de assinar com McWilliams para seu novo selo Major Minor. McWilliams e Behan permaneceriam amigos íntimos até a morte de Dominic Behan em 1989. 
O primeiro álbum de McWilliams, David McWilliams Singing Songs, foi produzido e arranjado por Mike Leander e alcançou o número 38 na UK Albums Chart. Ele rapidamente gravou um segundo álbum, David McWilliams, que alcançou o número 23 na mesma parada de álbuns e contou com o single " Days of Pearly Spencer ". Era uma música sobre um sem-teto que McWilliams encontrara em Ballymena, e apresentava um arranjo orquestral arrebatador de Leander e um coro cantado como se fosse através de um megafone. Este efeito de baixa tecnologia foi conseguido gravando os vocais de uma caixa telefônica perto do estúdio. A exposição na Radio Caroline e através de anúncios na imprensa musical do Reino Unido no verão de 1967 ajudou a gerar interesse e vendas na Europa continental, e o recorde encabeçou as paradas em vários países, incluindo França e Holanda, vendendo um milhão de cópias em todo o mundo.  Na Itália, a canção foi regravada em 1968 por Caterina Caselli como "Il Volto Della Vita". Uma versão em espanhol chamada "Vuelo blanco de gaviota" foi gravada em 1979 por Ana Belén. Versões posteriores bem-sucedidas da música incluíram uma versão disco que alcançou o número 1 na Bélgica nos anos 80, e uma versão cover em 1988 da banda psicodélica francesa The Vietnam Veterans e seu álbum The Days of Pearly Spencer. Uma gravação de Marc Almond, com um verso adicional escrito por Almond, dando à música um tom mais otimista, alcançou o número 4 no UK Singles Chart em 1992, e também alcançou o número 8 na Irlanda. 
McWilliams lançou outro álbum, David McWilliams III, e vários outros singles para Major Minor, e excursionou pela Europa, em algumas ocasiões com The Dubliners e os Kerries. Sua música de 1968, "Can I Get There By Candlelight?" foi usado para o tema de um programa de rádio holandês, Candlelight com Jan van Veen. Ele se tornou popular na Alemanha e na Itália, assim como na França e na Holanda, e regravou algumas músicas em italiano. Alegadamente, David Bowie nomeou McWilliams como seu compositor favorito. Um álbum, Days of Pearly Spencer, composto por faixas de seus três álbuns, foi lançado pela Kapp Records nos Estados Unidos em 1968. Mudou-se para Londres e lançou mais álbuns e singles pelas gravadoras Parlophone e Dawn nos anos 70, mas estes não tiveram sucesso.
McWilliams voltou para a Irlanda do Norte em 1978. Ele se apresentou com pouca frequência depois disso, principalmente em bares locais, embora ele também tenha liderado um concerto em prol de mineiros em 1984 e ocasionalmente aparecesse no Ballycastle Northern Lights Festival. Um álbum de compilação, The Days of David McWilliams, foi lançado pela RPM Records em 2001.
Em 8 de janeiro de 2002, McWilliams morreu repentinamente de um ataque cardíaco em sua casa em Ballycastle, Condado de Antrim, aos 56 anos de idade. Ele foi casado duas vezes e teve oito filhos.

## Discografia
- David McWilliams Sings Songs by David McWilliams (1967) – Major Minor – UK No. 38
- David McWilliams Volume 2 (1967) – Major Minor – UK No. 23
- David McWilliams Volume 3 (1968) – Major Minor – UK No. 39
- David McWilliams (1971) – Starline/EMI
- Lord Offaly (1972) – Dawn
- The Beggar and the Priest (1973) – Dawn
- Livin's Just A State of Mind (1974) – Dawn
- David McWilliams (1977) – EMI
- Don't Do It For Love (1978) – EMI
- When I Was A Dancer (1979) – EMI (apenas na Europa)
- Wounded (1981) – Carmel
- Working for the Government (1987) – Homespun[6][8]
- Bucket Full of Dreams (1995) Ja Records (Private release)
- Using Me (2003) – Blueprint